# Tweede Kamerverkiezingen 1982/Kandidatenlijst/God Met Ons
Dit is de kandidatenlijst voor de Tweede Kamerverkiezingen 1982 van God Met Ons. De partij deed alleen mee in de kieskringen I ('s-Hertogenbosch), II (Tilburg), III (Arnhem), IV (Nijmegen) en XVIII (Maastricht).

## De lijst
1. Tiny Cuijpers-Boumans - 2.876 stemmen
2. A.H. Huijkes - 254

CDA · PvdA · VVD · D'66 · PSP · CPN · SGP · PPR · RPF · GPV · Rechtse Volkspartij · Centrumpartij · EVP · NVU · Kleine Partij · God Met Ons · PPBMWM · SP · DS'70 · RKPN
1981 · 1982 · 1986